# Tellis Frank
Pour les articles homonymes, voir Frank.
Tellis Joseph Frank Jr. (né le 26 avril 1965 à Gary, Indiana) est un ancien joueur professionnel américain de basket-ball ayant notamment au poste d'ailier fort.
Après avoir passé sa carrière universitaire dans l'équipe des Hilltoppers de Western Kentucky, il a été drafté en 14e position par les Warriors de Golden State lors de la Draft 1987 de la NBA.